# Liste der Stolpersteine in der Provinz Tarragona

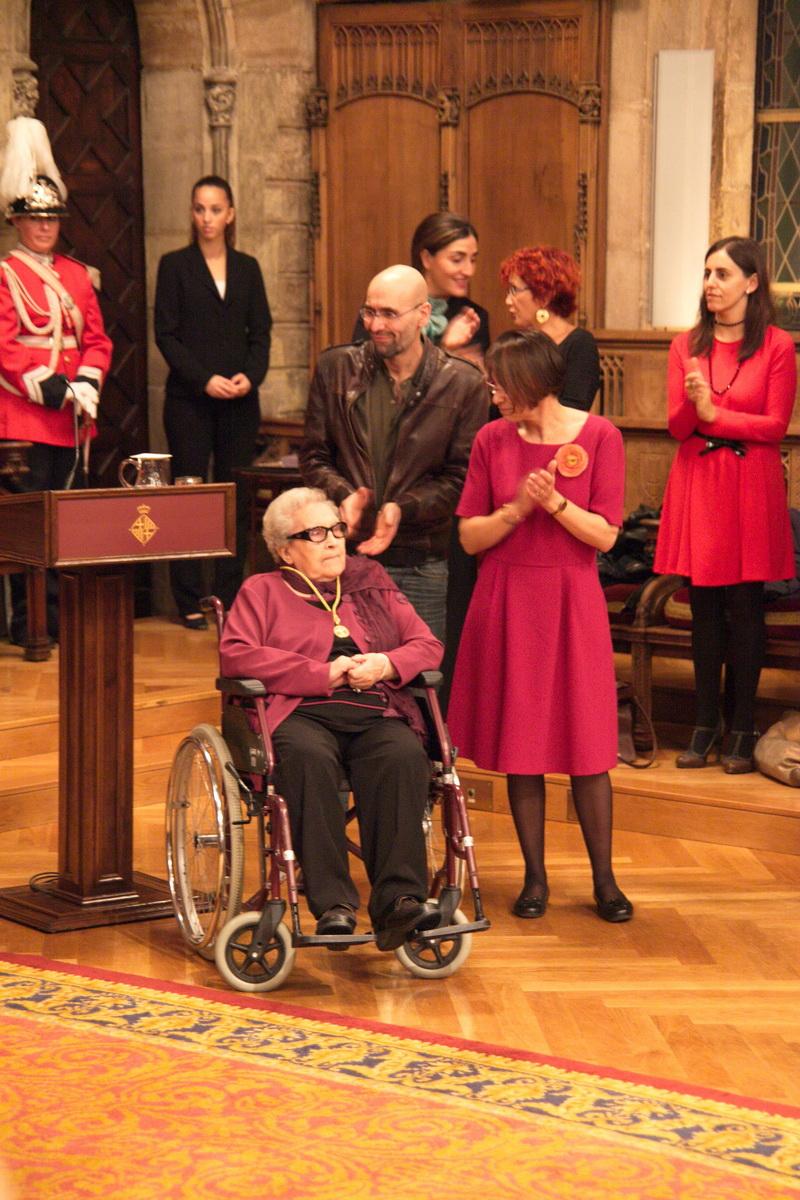
Neus Català i Pallejà (im Rollstuhl) war eine spanische Widerstandskämpferin, die das KZ Ravensbrück überlebte. Ihr wurde noch zu Lebzeiten der erste Stolperstein dieser Provinz gewidmet.

Die Liste der Stolpersteine in der Provinz Tarragona enthält die Stolpersteine der Provinz Tarragona in Spanien, die vom Kölner Künstler Gunter Demnig verlegt wurden. Stolpersteine erinnern an das Schicksal der Menschen, die von den Nationalsozialisten ermordet, deportiert, vertrieben oder in den Suizid getrieben wurden. Sie liegen im Regelfall vor dem letzten selbstgewählten Wohnsitz des Opfers, in einigen spanischen Städten jedoch am zentralen Platz der Stadt.
Die ersten Verlegungen in Spanien erfolgten am 9. April 2015 in Navàs und El Palà de Torroella, in der Provinz Tarragona jedoch erst ab Januar 2018. Auf Spanisch werden Stolpersteine piedras de la memoria genannt, Erinnerungssteine. Der katalanische Begriff lautet – wörtlich übersetzt – pedres que fan ensopegar.

## Verlegte Stolpersteine
Die Tabellen sind teilweise sortierbar; die Grundsortierung erfolgt alphabetisch nach dem Familiennamen.

### Amposta
In Amposta wurden bis Januar 2022 an sieben Adressen zehn Stolpersteine verlegt.
| Stolperstein | Übersetzung | Verlegeort                 | Name, Leben |
| ------------ | --- | -------------------------- | --- |
|              | HIER LEBTE LLUÍS CID I MAYOS GEBOREN 1892 EXIL DEPORTIERT 1940 MAUTHAUSEN ERMORDET 7.7.1941 GUSEN              | Avinguda Santa Bàrbara, 26 | Lluís Cid i Mayos (1892–1941) |
|              | HIER LEBTE ENRIQUE FERRÉ BERENGUER GEBOREN 1889 EXIL DEPORTIERT 1940 MAUTHAUSEN ERMORDET 6.1.1941              | Carrer Victòria, 1–3       | Enrique Ferré Berenguer (1889–1941) |
|              | HIER LEBTE ENRIQUE FERRÉ DURÁN GEBOREN 1925 EXIL DEPORTIERT 1940 MAUTHAUSEN BEFREIT                            | Carrer Victòria, 1–3       | Enrique Ferré Durán (1925-) |
|              | HIER LEBTE JACINTO FORCADELL JORNET GEBOREN 1907 EXIL DEPORTIERT 1941 MAUTHAUSEN BEFREIT                       | Carrer Colón, 5            | Jacinto Forcadell Jornet (1907–) |
|              | HIER LEBTE VICENTE GIL CERCÓS GEBOREN 1904 EXIL DEPORTIERT 1942 MAUTHAUSEN BEFREIT                             | Carrer Corsini, 21–23      | Vicente Gil Cercós (1904–) |
|              | IN AMPOSTA LEBTE RAMON JORNET JORDÀ GEBOREN 1894 EXIL DEPORTIERT 1941 MAUTHAUSEN ERMORDET 7.12.1941 GUSEN      | Pont penjant d'Amposta     | Ramon Jornet Jordà wurde am 24. Januar 1894 in Amposta geboren. In sehr jungen Jahren ging er nach Barcelona. Er engagierte sich intellektuell und politisch für die republikanische Seite im Bürgerkrieg. Jornet Jordà ging ins Exil nach Frankreich und lebte in Lunel-Viel bei Salvador Victòria Sigués, wahrscheinlich ein Cousin. 1939 ließ er sich für ein Regiment von Freiwilligen mit ausländischer Staatsbürgerschaft rekrutieren. Er war im Lager von Sètfonts stationiert und wurde am 17. Juni 1940 von deutschen Truppen in Charolles gefangen genommen. Zuerst wurde Ramon Jornet Jordà im Stalag VI-A in Hemer interniert, später im Stalag VI-C in Bathorn. Am 27. Juli 1941 wurde er von der Gestapo Nordhorn-Osnabrück abgeholt und in das Konzentrationslager Mauthausen deportiert. Im Konvoi befanden sich 61 spanische Republikaner, 46 von ihnen wurden vom NS-Regime ermordet. Nach seiner Ankunft wurde er als Rotspanier, katholisch, Landwirt registriert und erhielt die Häftlingsnummer 3273. Nach drei Monaten, am 20. Oktober 1941, wurde er im Außenlager Gusen zur schwersten Zwangsarbeit eingeteilt. Dort wurde er mit der Häftlingsnummer 13800 registriert. Ramon Jornet Jordà kam nach wenigen Wochen, am 7. Dezember 1941, in Gusen ums Leben. |
|              | IN AMPOSTA LEBTE MARCELINO ORTÍ MESEGUER GEBOREN 1919 EXIL DEPORTIERT 1941 MAUTHAUSEN ERMORDET 8.12.1941 GUSEN | Pont penjant d'Amposta     | Marcelino Ortí Meseguer (1919–1941) |
|              | IN AMPOSTA LEBTE JOAQUÍN TARÍN MARTÍNEZ GEBOREN 1898 EXIL DEPORTIERT 1941 MAUTHAUSEN BEFREIT                   | Pont penjant d'Amposta     | Joaquin Tarín Martínez wurde am 24. April 1898 in Amposta geboren. Sein Vater war Lehrer. Er verbrachte seine Kindheit und Jugend auf Mallorca und später am Festland nahe Valencia. Ab Februar 1937 kämpfte er auf republikanischer Seite im spanischen Bürgerkrieg. Auf Grund seiner Verdienste wurde er ausgezeichnet und zum Feldwebel befördert. Tarín Martínez kämpfte in der Schlacht am Ebro und wurde in der Schlacht am Segre verwundet. Im Februar 1939 wurde er in Argelès-sur-Mer interniert, Ende April desselben Jahres schloss er sich den Compagnies de travailleurs étrangers (CTE) an. Am 22. Juni 1940 wurde er in Saint-Étienne festgenommen und interniert. Am 25. Januar 1941 wurde er von der Gestapo in das Konzentrationslager Mauthausen deportiert. Am 27. Januar 1941 erfolgte dort seine Registrierung mit der Nummer 6185. Er wurde in die KZ-Nebenlager Ternberg und Redl-Zipf überstellt, wo er Zwangsarbeit in der Rüstungsindustrie verrichten musste. In Briefen sprachen ihm seine Frau und sein Vater Mut und Geduld zu. Joaquin Tarín Martínez wurde Anfang Mai 1945 von den Alliierten befreit und konnte am 18. Juni 1945 nach Frankreich zurückkehren. Er zog nach Villeurbanne und arbeitete zuerst als Kellner, später bis zur Rente in einer Autofabrik. Er lebte auch in Vourles und später in Morellàs, gelegen im Vallespir. Seine Gesundheit war durch die KZ-Haft dauerhaft beeinträchtigt, er wurde als NS-Opfer vom französischen Staat und von der BRD anerkannt. 1985 kehrte er nach Jahren der Trennung von der Familie nach EL Perelló zurück. Am 4. März 1987 starb Joaquin Tarín Martínez dort an einem Herzleiden. |
|              | HIER LEBTE MIGUEL TOMÀS CASTELL GEBOREN 1904 EXIL DEPORTIERT 1941 MAUTHAUSEN ERMORDET 16.6.1941 GUSEN          | Carrer Migdia, 1–3         | Miguel Tomàs Castell (1904–1941) |
|              | HIER LEBTE PEDRO VALERO NAVARRO GEBOREN 1907 EXIL DEPORTIERT 1941 MAUTHAUSEN ERMORDET 20.10.1941 GUSEN         | Carrer Corsini, 18         | Pedro Valero Navarro (1907–1941) |

### Els Guiamets
In Els Guiamets wurde ein Stolperstein verlegt.
| Stolperstein | Übersetzung                                                                           | Verlegeort    | Name, Leben           |
| ------------ | ------------------------------------------------------------------------------------- | ------------- | --------------------- |
|              | HIER WOHNTE NEUS CATALA PALLEJA GEBOREN 1915 EXIL DEPORTIERT 1944 RAVENSBRUCK BEFREIT | Carrer Nou, 3 | Neus Català i Pallejà |

### La Fatarella
In La Fatarella wurden drei Stolpersteine an einer Stelle verlegt.
| Stolperstein | Übersetzung | Verlegeort               | Name, Leben                        |
| ------------ | --- | ------------------------ | ---------------------------------- |
|              | IN LA FATARELLA LEBTE RAMON PUJADAS BALSEBRE GEBOREN 1909 INTERNIERT HOHENSTEIN DEPORTIERT 1940 MAUTHAUSEN-EBENSEE BEFREIT              | Plaça Major La Fatarella | Ramon Pujadas Balsebre (1909–)     |
|              | IN LA FATARELLA LEBTE RAMON RUANA FUCHO GEBOREN 1915 INTERNIERT HAMMERSTEIN DEPORTIERT 1940 MAUTHAUSEN-GUSEN ERMORDET 3.1.1942          | Plaça Major La Fatarella | Ramón Ruana Fucho (1915–1942)      |
|              | IN LA FATARELLA LEBTE PASCUAL TIGELL PASCUAL GEBOREN 1915 INTERNIERT FALLINGBOSTEL DEPORTIERT 1941 MAUTHAUSEN-GUSEN ERMORDET 31.10.1942 | Plaça Major La Fatarella | Pascual Tigell Pascual (1915–1942) |

### Flix
In Flix wurden zehn Stolpersteine an acht Adressen verlegt.
| Stolperstein | Übersetzung | Verlegeort                        | Name, Leben                                |
| ------------ | --- | --------------------------------- | ------------------------------------------ |
|              | HIER LEBTE RAMON AGRAMUNT TARRAGÓ GEBOREN 1907 EXIL DEPORTIERT 1941 MAUTHAUSEN ERMORDET 26.12.1941 GUSEN         | Carrer Sant Roc, 45               | Ramon Agramunt Tarragó (1907–1941)         |
|              | HIER LEBTE CARLES ANTONI ALENTORN TARRAGÓ GEBOREN 1906 EXIL DEPORTIERT 1940 MAUTHAUSEN ERMORDET 23.11.1941 GUSEN | Plaça Major, 6                    | Carles Antoni Alentorn Tarragó (1906–1941) |
|              | HIER LEBTE AMARO CASTELLVÍ BLANCH GEBOREN 1913 EXIL DEPORTIERT 1944 BUCHENWALD BEFREIT                           | Plaça Major, 9                    | Amaro Castellví Blanch (1913–)             |
|              | HIER LEBTE JOAN FERRÚS COSTA GEBOREN 1913 EXIL DEPORTIERT 1941 MAUTHAUSEN ERMORDET 24.12.1941 GUSEN              | Carrer Castell, 54                | Joan Ferrús Costa (1913–1941)              |
|              | IN FLIX LEBTE MANUEL GRAÑENA MOLINS GEBOREN 1907 EXIL DEPORTIERT 1941 MAUTHAUSEN ERMORDET 8.12.1942 DACHAU       | Carrer Sant Josep Refugi antiaeri | Manuel Grañena Molins (1912–1942)          |
|              | HIER LEBTE TOMÀS PUJOL LLECHA GEBOREN 1919 EXIL DEPORTIERT 1941 MAUTHAUSEN BEFREIT                               | Plaça Major, 9                    | Tomàs Pujol Llecha (1919–)                 |
|              | IN FLIX LEBTE RAFAEL ROS MATEU GEBOREN 1919 EXIL DEPORTIERT 1940 MAUTHAUSEN BEFREIT                              | Carrer Sant Josep Refugi antiaeri | Rafael Ros Mateu (1919–)                   |
|              | HIER LEBTE AGUSTÍ SÁNCHEZ GRAU GEBOREN 1910 EXIL DEPORTIERT 1941 MAUTHAUSEN ERMORDET 19.10.1941                  | Carrer Sant Roc, 33               | Agustí Sánchez Grau (1892–1941)            |
|              | HIER LEBTE JOSEP VAQUÉ AGRAMUNT GEBOREN 1892 EXIL DEPORTIERT 1941 MAUTHAUSEN ERMORDET 22.7.1941 GUSEN            | Carrer Església, 23               | Josep Vaqué Agramunt (1892–1941)           |
|              | HIER LEBTE DOMINGO JOSEP ZURITA NOGALES GEBOREN 1903 EXIL DEPORTIERT 1940 MAUTHAUSEN ERMORDET 15.5.1943 GUSEN    | Carrer Sant Roc, 20               | Domingo Josep Zurita Nogales (1903–1943)   |

### Pontils
In Pontils wurde ein Stolperstein verlegt.
| Stolperstein | Übersetzung                                                                                              | Verlegeort                            | Name, Leben                    |
| ------------ | --- | ------------------------------------- | ------------------------------ |
|              | IN PONTILS LEBTE JOSEP SENDRA FERRÉ GEBOREN 1901 EXIL 1939 DEPORTIERT 1941 MAUTHAUSEN ERMORDET 8.11.1941 | Carrer Freginal Ajuntament de Pontils | Josep Sendra Ferré (1901–1941) |

### Reus
In Reus wurden 11 Stolpersteine an 11 Adressen verlegt.
| Stolperstein | Übersetzung | Verlegeort                            | Name, Leben |
| ------------ | --- | ------------------------------------- | --- |
|              | HIER LEBTE ANTON BOFARULL FERRER GEBOREN 1911 EXIL DEPORTIERT 1944 NEUENGAMME BEFREIT RAVENSBRÜCK              | c. Sant Jaume, 18 Reus                | Anton Bofarull Ferrer (1911–) |
|              | HIER LEBTE JOSEP CASALS ARTIGA GEBOREN 1921 EXIL DEPORTAIERT1940 MAUTHAUSEN BEFREIT                            | c. Bages, 13 Reus                     | Josep Casals Artiga (1921–) |
|              | HIER LEBTE MIQUEL FORT SEGUÉ GEBOREN 1920 EXIL DEPORTIERT 1941 MAUTHAUSEN ERMORDET 4.12.1941 GUSEN             | c. de la Barceloneta, 10 oder 11 Reus | Miquel Fort Segué (1920–1941) |
|              | IN PONTILS LEBTE RAMON GORGA BORRÀS GEBOREN 1898 EXIL DEPORTIERT 1941 MAUTHAUSEN ERMORDET 9.10.1941 GUSEN      | Santa Anna 60 Reus                    | Ramon Gorga Borràs wurde 1889 geboren. Er schloss sich in den 1930er Jahren der städtischen Feuerwehr von Reus an und arbeitete als Pfleger im Sang Spital von Cambrils. Gegen Ende des spanischen Bürgerkriegs ging er ins Exil nach Frankreich. Ramon Gorga Borràs wurde verhaftet, im Januar 1941 in das KZ Mauthausen deportiert und kurz darauf in das Außenlager Gusen überstellt, wo er am 9. Oktober 1941 vom NS-Regime ermordet wurde. An der Verlegung des Stolpersteins nahm sein Sohn teil, die Bürgermeisterin der Stadt, eine Stadträtin und Mitglieder der Feuerwehr Reus. Des Weiteren waren auch Oberstufenschüler der Schule Sant Josep anwesend, die an dem Projekt mitgearbeitet hatten. |
|              | HIER LEBTE PERE ISERN ANTON GEBOREN 1896 EXIL DEPORTIERT 1940 MAUTHAUSEN BEFREIT                               | c. Sant Tomàs, 46 Reus                | Pere Isern Antón (1896–) |
|              | HIER LEBTE JOSEP MARIA MONNÉ SENTÍS GEBOREN 1916 EXIL DEPORTIERT 1941 MAUTHAUSEN ERMORDET 15.8.1941 HARTHEIM   | c. del Roser, 21 Reus                 | Josep Maria Monné Sentís (1916–1941) |
|              | HIER LEBTE ESTANISLAU PEDROLA ROVIRA GEBOREN 1907 EXIL DEPORTAT 1944 BUCHENWALD ERMORDET 7.12.1944 FLOSSENBÜRG | c. d'Antoni Gaudí, 10 Reus            | Estanislau Pedrola Rovira (1907–1944) |
|              | HIER LEBTE JOAN ROIG OLIVÉ GEBOREN 1903 EXIL DEPORTIERT 1941 MAUTHAUSEN BEFREIT                                | c. de Sant Francesc, 5 Reus           | Joan Roig Olivé (1903–) |
|              | HIER LEBTE ALFONS TALARN REÑÉ GEBOREN 1899 EXIL DEPORTAT 1941 MAUTHAUSEN BEFREIT                               | c. Sardà, 37 Reus                     | Alfons Talarn Reñé (1899–) |
|              | HIER LEBTE JOAN TRILL FRANQUESA GEBOREN 1915 EXIL DEPORTIERT 1941 MAUTHAUSEN ERMORDET 11.1.1942 GUSEN          | c. Misericòrdia, 29 Reus              | Joan Trill Franquesa (1915–1942) |
|              | HIER LEBTE JOAN VERGÉS ALEU GEBOREN 1886 EXIL DEPORTIERT 1941 MAUTHAUSEN ERMORDET 12.11.1941 GUSEN             | c. de Sant Jaume, 29 Reus             | Joan Vergés Aleu (1886–1941) |

### Roda de Berà
In Roda de Berà wurden zwei Stolpersteine verlegt.
| Stolperstein | Übersetzung                                                                                              | Verlegeort                            | Name, Leben                        |
| ------------ | --- | ------------------------------------- | ---------------------------------- |
|              | HIER LEBTE JOSEP MERCADÉ ARALL GEBOREN 1908 EXIL DEPORTIERT 1940 MAUTHAUSEN ERMORDET 21.12.1941 GUSEN    | Carrer Sant Salvador, 19 Roda de Berà | Josep Mercadé Arall (1908–1941)    |
|              | HIER LEBTE PERE MERCADER CAÑELLAS GEBOREN 1913 EXIL DEPORTIERT 1940 MAUTHAUSEN ERMORDET 27.11.1941 GUSEN | Carrer Nou, 22 Roda de Berà           | Pere Mercader Cañellas (1913–1941) |

### Santa Coloma de Queralt
In Santa Coloma de Queralt wurden drei Stolpersteine an drei Adressen verlegt.
| Stolperstein | Übersetzung                                                                                                | Verlegeort              | Name, Leben          |
| ------------ | --- | ----------------------- | -------------------- |
|              | HIER LEBTE MAGÍ CLARASSÓ FERRER GEBOREN 1894 EXIL 1939 DEPORTIERT 1941 MAUTHAUSEN ERMORDET 24.9.1941 GUSEN | Carrer de la Font, 14   | Magí Clarassó Ferrer |
|              | HIER LEBTE JOAN GASSÓ NUET GEBOREN 1914 EXIL 1939 DEPORTIERT 1941 MAUTHAUSEN BEFREIT                       | Carrer de la Font, 9    | Joan Gassó Nuet      |
|              | HIER LEBTE MARIÀ TOMÀS BARTOLÍ GEBOREN 1901 EXIL 1939 DEPORTIERT 1941 MAUTHAUSEN ERMORDET 20.1.1942 GUSEN  | Plaça de l’Església, 14 | Marià Tomàs Bartolí  |

### Tarragona
In Tarragona wurden 24 Stolpersteine verlegt.
| Stolperstein | Übersetzung                                                                                                | Verlegeort                                | Name, Leben                         |
| ------------ | --- | ----------------------------------------- | ----------------------------------- |
|              | HIER LEBTE JOSEP ALSINA AMORÓS GEBOREN 1909 EXIL DEPORTIERT 1941 MAUTHAUSEN ERMORDET 31.7.1942 GUSEN       | C. Major, 11 Tarragona                    | Josep Alsina Amorós (1909–1942)     |
|              | HIER LEBTE JOSEP ALUJAS BRICAT GEBOREN 1921 EXIL DEPORTIERT 1941 MAUTHAUSEN ERMORDET 7.12.1941 GUSEN       | C. Puig d’en Sitges, 113 Tarragona        | Josep Alujas Bricat (1921–1941)     |
|              | HIER LEBTE PAU ALUJAS LLAGOSTERA GEBOREN 1898 EXIL DEPORTIERT 1941 MAUTHAUSEN ERMORDET 5.9.1941 GUSEN      | C. de la Mercè, 16 Tarragona              | Pau Alujas Llagostera (1898–1941)   |
|              | HIER LEBTE JOSEP AYXENDRI SOLIANO GEBOREN 1919 EXIL DEPORTIERT 1941 MAUTHAUSEN BEFREIT                     | Av. d'Estanislau Figueres, 10 Tarragona   | Josep Ayxendri Soliano (1919–)      |
|              | HIER LEBTE JAUME BADIA GARIN GEBOREN 1910 EXIL DEPORTIERT 1941 MAUTHAUSEN BEFREIT                          | C. de Natzaret, 7 Tarragona               | Jaume Badia Garin (1810–)           |
|              | HIER LEBTE JOSEP BARBA ROCA GEBOREN 1907 EXIL DEPORTIERT 1941 MAUTHAUSEN ERMORDET 20.8.1941 GUSEN          | C. del Vidre, 10 Tarragona                | Josep Barba Roca (1907–1941)        |
|              | HIER LEBTE LLUÍS BARCELÓ AGUILAR GEBOREN 1916 EXIL DEPORTIERT 1941 MAUTHAUSEN BEFREIT                      | C. del Governador González, 6 Tarragona   | Lluís Barceló Aguilar (1916–)       |
|              | HIER LEBTE ÀNGEL BARCELÓ VALLVÉ GEBOREN 1922 EXIL DEPORTIERT 1944 MAUTHAUSEN BEFREIT                       | C. Major, 9 Tarragona                     | Àngel Barceló Vallvé (1922–)        |
|              | HIER LEBTE LLUÍS BONIFÀS GOTAROLA GEBOREN 1913 EXIL DEPORTIERT 1941 MAUTHAUSEN ERMORDET 3.1.1942 GUSEN     | C. Major, 9 Tarragona                     | Lluís Bonifàs Gotarola (1913–1942)  |
|              | HIER LEBTE BONAVENTURA DUART ESCUTÉ GEBOREN 1916 EXIL DEPORTIERT 1941 MAUTHAUSEN BEFREIT                   | Carrer Portal del Carro, 12 Tarragona     | Bonaventura Duart Escuté (1916–)    |
|              | HIER LEBTE EUSEBI ELIAS PIÑOL GEBOREN 1919 EXIL DEPORTIERT 1941 MAUTHAUSEN BEFREIT                         | Av. de Ramon y Cajal, 37 Tarragona        | Eusebi Elias Piñol (1919–)          |
|              | HIER LEBTE MANUEL GRAÑENA MOLINS GEBOREN 1912 EXIL DEPORTIERT 1941 MAUTHAUSEN ERMORDET 8.12.1942 DACHAU    | C. Baixada de la Peixateria, 17 Tarragona | Manuel Grañena Molins (1912–1942)   |
|              | HIER LEBTE JORDI GRAS FERRÉ GEBOREN 1912 EXIL DEPORTIERT 1941 MAUTHAUSEN ERMORDET 9.12.1941 GUSEN          | C. de les Cuirateries, 22 Tarragona       | Jordi Gras Ferré (1912–1941)        |
|              | HIER LEBTE JOAN LLAGOSTERA GAVALDÀ GEBOREN 1912 EXIL DEPORTIERT 1941 MAUTHAUSEN BEFREIT                    | Av. d’Estanislau Figueres Tarragona       | Joan Llagostera Gavaldà (1912–)     |
|              | HIER LEBTE JOSEP M. LLAGOSTERA SAUNÉ GEBOREN 1881 EXIL DEPORTIERT 1940 MAUTHAUSEN ERMORDET 12.4.1941 GUSEN | C. de Sant Llorenç, 12 Tarragona          | Josep M. Llaveria Sauné (1881–1941) |
|              | HIER LEBTE JOSEP MADARRO RODRÍGUEZ GEBOREN 1915 EXIL DEPORTIERT 1941 MAUTHAUSEN ERMORDET 22.12.1941 GUSEN  | C. del Mar, 12 Tarragona                  | Josep Madarro Rodríguez (1915–1941) |
|              | HIER LEBTE JOAN MAURA SAMPEDRO GEBOREN 1902 EXIL DEPORTIERT 1941 MAUTHAUSEN BEFREIT                        | Carrer del Trinquet Nou, 11 Tarragona     | Joan Maura Sampedro (1902–)         |
|              | HIER LEBTE SALVADÓ OLIVÉ SAPERAS GEBOREN 1902 EXIL DEPORTIERT 1941 MAUTHAUSEN ERMORDET 10.1.1943 GUSEN     | Calle Cristòfol Colom, 8 Tarragona        | Salvadó Olivé Saperas (1915–1941)   |
|              | HIER LEBTE FRANCESC PALLARÈS MAGAROLES GEBOREN 1916 EXIL DEPORTIERT 1941 MAUTHAUSEN BEFREIT                | Ramon y Cajal, 3 Tarragona                | Francesc Pallarès Magaroles (1916–) |
|              | HIER LEBTE JOSEP PLA SOLIANO GEBOREN 1919 EXIL DEPORTIERT 1941 MAUTHAUSEN BEFREIT                          | Smith, 12 Tarragona                       | Josep Pla Soliano (1919–)           |
|              | HIER LEBTE ANTONI PONS CARCELLER GEBOREN 1913 EXIL DEPORTIERT 1941 MAUTHAUSEN ERMORDET 24.8.1941 GUSEN     | C. del Cós del Bou, 9 Tarragona           | Antoni Pons Carceller (1913–1941)   |
|              | HIER LEBTE FÉLIX SERRA BADIA GEBOREN 1911 EXIL DEPORTIERT 1941 MAUTHAUSEN BEFREIT                          | Trafalgar, 23 Tarragona                   | Félix Serra Badia (1911–1941)       |
|              | HIER LEBTE JOAN TARRAGÓ BALCELLS GEBOREN 1914 EXIL DEPORTIERT 1941 MAUTHAUSEN BEFREIT                      | Carrer Portal del Carro, 10 Tarragona     | Joan Tarragó Balcells (1914–)       |
|              | HIER LEBTE JOSEP VILAR ARTIGAS GEBOREN 1909 EXIL DEPORTIERT 1941 DACHAU ERMORDET 15.2.1945                 | C. d’en Canyelles, 7 Tarragona            | Josep Vilar Artigas (1909–1943)     |

### Vallfogona de Riucorb
In Vallfogona de Riucorb wurde ein Stolperstein verlegt.
| Stolperstein | Übersetzung                                                                                 | Verlegeort          | Name, Leben                    |
| ------------ | ------------------------------------------------------------------------------------------- | ------------------- | ------------------------------ |
|              | HIER LEBTE JOSEP BONELL BERENGUER GEBOREN 1914 EXIL 1939 DEPORTIERT 1941 MAUTHAUSEN BEFREIT | Carrer Portalet, 14 | Josep Bonell Berenguer (1914–) |

## Verlegedaten
Die Verlegungen erfolgten an folgenden Tagen:
- 25. Januar 2018: Els Guiamets[13]
- 1. Juni 2019: Pontils, Santa Coloma de Queralt, Vallfogona de Riucorb[14]
- 18. Juni 2021: Amposta (Ramon Jornet Jordà und Joquín Tarín Martínez)[15]
- 7. November 2021: Flix[16]
- 27. Januar 2022: Amposta (weitere acht Stolpersteine)[17]
- 24. März 2023: Roda de Berà
- 6. Oktober 2023: Santa Anna 16[11]